# کایهوده
کایهوده (به آلمانی: Kayhude) یک شهر در آلمان است که در زگه‌برگ واقع شده‌است. کایهوده ۱٬۰۸۴ نفر جمعیت دارد.